# Julio Guzmán
Julio Armando Guzmán Cáceres (Lima, 31 de julio de 1970) es un economista y político peruano. Desde noviembre de 2017 hasta junio de 2021 se desempeñó como presidente del Partido Morado.
Fue Secretario General de la presidencia de la República entre 2012 y 2013 y líder del partido político Todos por el Perú con el que postuló por primera vez a la presidencia en las elecciones de 2016, sin embargo su postulación fue descartada por el JNE. Por segunda vez, decidió postular a la presidencia en las elecciones de 2021 consiguiendo poco más del 2% de votos válidos.
The Economist calificó que sus esfuerzos se enfrentan a la resistencia del establishment político peruano.

## Primeros años, estudios y familia
Nació el 31 de julio de 1970 en Lima. Es el penúltimo de 12 hermanos. Su padre, Julio Guzmán Ladrón de Guevara, de profesión arquitecto, fue natural de la ciudad cusqueña de Anta, y su madre, Gloria Cáceres Oblitas, nacida en Canta de padres celendinos. Realizó sus estudios de primaria y secundaria en el Colegio Sagrados Corazones Recoleta de la ciudad de Lima.
Guzmán ingresó a la Pontificia Universidad Católica del Perú, en dónde estudió Economía y obtuvo el grado de Bachiller. Luego, estudió una maestría en Políticas Públicas en la Universidad de Georgetown y un doctorado en Políticas Públicas por la Universidad de Maryland, casa de estudios que le ofreció una beca por todo el programa.

## Vida profesional y política
Ha ejercido la docencia, como profesor adjunto, en la Escuela de Políticas Públicas, tanto de la universidad de Georgetown  cuanto de la universidad de Maryland en Washington D. C. Trabajó diez años en el Banco Interamericano de Desarrollo en Washington D. C., como Economista en Integración y Comercio. 
El 5 de agosto de 2011, fue designado Viceministro de MYPE e Industria del Ministerio de la Producción por el presidente Ollanta Humala. Como tal, fue Presidente del Consejo Nacional para el Desarrollo de la Micro y Pequeña Empresa, así como Presidente del Consejo Directivo del Fondo de Investigación y Desarrollo para la Competitividad. Renunció al viceministerio el 19 de diciembre de 2011.
El 2 de agosto de 2012 fue nombrado Secretario General de la Presidencia del Consejo de Ministros por el presidente Ollanta Humala y el ministro Juan Jiménez Mayor. Como tal, fue miembro del Consejo Directivo del Programa Nacional de Becas y Crédito Educativo (Pronabec) en representación de la PCM. El 26 de febrero de 2013 renunció a esta institución. Posteriormente fue socio y Líder de la Práctica de Gobierno de la firma internacional Deloitte, también en el Perú.

## Campañas presidenciales

### Elecciones generales de 2016
Se embarcó en la contienda electoral para las elecciones presidenciales en julio de 2015, con el partido político Todos por el Perú (anteriormente Coordinadora Nacional de Independientes), y fue elegido presidente de este en octubre de 2015.
Durante los tres últimos meses del 2015, escaló en las preferencias electorales, desde un 2% hasta ubicarse, en enero, en el segundo lugar con 10%.
Fue criticado por tener contradicciones en su discurso. Entre ellas, se encuentran su credo, su posición sobre la ley de consulta previa, recaudación tributaria y su actitud hacia la naturaleza de las campañas políticas. Con respecto a estos temas, él se pronunció corrigiendo y/o negando la existencia dichas contradicciones. Al respecto manifestó: "Mi vida no es una contradicción. Pregúntenles a las personas que me conocen si mi vida ha sido una contradicción. Las palabras se las lleva el viento; las acciones, jamás. Las contradicciones no vienen de las palabras, las contradicciones vienen de los comportamientos".
En febrero, dos militantes del partido español de izquierda Podemos acusaron a Julio Guzmán de haber copiado su campaña presidencial.
Guzmán fue acusado de cuatro plagios: tener la misma tipografía y color en su página web, de haberse copiado el lema, tener imágenes muy parecidas, y de tener el logo muy parecido.
En febrero de 2016, según comunicado del Jurado Nacional de Elecciones se declararon improcedentes las solicitudes de modificación de la partida electrónica de inscripción del Comité Ejecutivo Nacional (CEN) y del Tribunal Electoral de la agrupación política Todos por el Perú. El día 19 de febrero el JEE  (Jurado Electoral Especial) resolvió inadmisible la candidatura de Julio Guzmán para las Elecciones Presidenciales del 2016. Sin embargo el día 24 de febrero, el Jurado Electoral Especial Lima Centro 1 dio procedente la candidatura, tras haber subsanado las observaciones realizadas y cumplir con los requisitos previstos en el reglamento de la Ley Electoral.
El 4 de marzo, el Jurado Electoral Especial Lima Centro 1 declaró improcedente la inscripción de la plancha presidencial del partido Todos por el Perú, en atención a diez tachas interpuestas.
En resolución difundida el 9 de marzo por tres votos a favor y dos en contra, el pleno del Jurado Nacional de Elecciones decidió excluir a la fórmula presidencial del partido Todos por el Perú de las Elecciones del 2016, al considerar infundado el recurso de apelación presentado por el partido de Julio Guzmán.
Guzmán fue criticado por trabajar en el despacho de la entonces primera dama de Perú, Nadine Heredia, durante el gobierno de Ollanta Humala. La pareja presidencial se vio implicada en el Caso Odebrecht, por lo que los entonces candidatos a la presidencia durante las elecciones generales de 2016, Pedro Pablo Kuczynski y Alan García, acusaron a Guzmán de representar los intereses de Heredia, el congresista Daniel Abugattás también pidió a Heredia «que deslinde» de Guzmán. El periodista César Hildebrandt acusó a Guzmán de querer poner a Perú bajo los intereses de Israel.
En abril de 2016, Julio Guzmán anunció su separación del partido Todos por el Perú, para emprender un nuevo proyecto político (Partido Morado).

### Investigación por aportes de Odebrecht
En agosto de 2020, el Equipo Especial Lava Jato del Ministerio Público, que investiga el Caso Odebrecht en Perú, abrió investigación a Guzmán por lavado de activos. Las diligencias se harán debido a que el candidato habría recibido 400 mil dólares como aporte de la empresa Odebrecht para la campaña de 2016. La denuncia está basada en una supuesta anotación de Fernando Migliaccio da Silva, extesorero del Sector de Operaciones Estructuradas de Odebrecht, en el servidor My Web Day, en la cual se consignaría "Guzmán recebeu 400 tudo bem, pede mais inversao" (Guzmán recibió 400, todo bien, pide más inversión). Guzmán respondió, "es materialmente imposible que yo haya recibido plata de Odebrecht" y calificó de "absurda" la denuncia "de un tercero que tiene el hobby de denunciar a todo el mundo [...] sobre la base de una entrevista que un excongresista dio en una radio local".

### Campaña electoral de 2021
Guzmán participó en las elecciones internas del Partido Morado para las elecciones generales de Perú de 2021, donde resultó ganador. En su plancha presidencial va acompañado con Flor Pablo y Francisco Sagasti, aunque este último fue declarado improcedente debido a que actualmente ejerce el cargo de jefe de Estado.
Tras la segunda vuelta realizada entre Pedro Castillo y Keiko Fujimori, Guzmán declaró que el Partido Morado reconocía a Castillo como presidente electo, aunque para entonces los votos aun no habían terminado de ser contabilizados, y pidió a Fujimori que "acepte con madurez los resultados". Sin embargo, unos días después, el Secretario General de Perú Libre, Vladimir Cerrón, acusó a Guzmán de "pedir el BCR, la SBS, el BN, Cofide, el MEF o en última instancia ser Premier” a lo que Guzmán respondió que "el Partido Morado siempre se mantuvo y se mantendrá independiente, nunca pedimos ser parte del gobierno de Pedro Castillo y no lo seremos".

## Vida privada
Se casó en 1999 con Ximena Cáceres del Busto, con quien tuvo dos hijos: Emilia y Camilo. Se divorciaron en 2009. Dos años después, en 2011, se casó con la ciudadana estadounidense Michelle Ertischek, con quien tiene una hija llamada Clara.
En enero de 2020 se difundió un vídeo de 2018 donde lo comprometía durante un incendio en Miraflores. Se conoció que se encontraba junto a un dirigente provincial del Partido Morado en un almuerzo con características románticas. El incendio fue provocado por unas velas que recalentaron un televisor. Guzmán fue cuestionado por haber escapado dejando a su acompañante expuesta al incendio. Poco después explicó que "no hubo infidelidad y que las explicaciones se las debía a su esposa por ser una cuestión de carácter privado" y pidió disculpas por el altercado.